# Dendrodoris grandiflora
Il dendrodoride fiorito (Dendrodoris grandiflora (Rapp, 1827)) è un mollusco nudibranchio della famiglia Dendrodorididae.

## Descrizione
Corpo molle di colore bianco chiazzato marrone. Rinofori lamellati, ciuffo branchiale con 7-8 ramificazioni. Fino a 19 centimetri.

## Distribuzione e habitat
Non comune, reperibile nell'oceano Atlantico orientale e nel mar Mediterraneo, da 0 a 50 metri di profondità, su fondali sabbiosi.